# Masoveria d'Escrigues
Masoveria d'Escrigues és una masia de Santa Maria de Merlès (Berguedà) inclosa a l'Inventari del Patrimoni Arquitectònic de Catalunya.

## Descripció
Masia de planta rectangular, considerablement allargada, coberta a doble vessant i amb el carener perpendicular a la façana, orientada a migdia. El cos central de la masia té una gran eixida allindada en el primer pis i totalment oberta a les golfes. La resta del mur, molt massís, té poques obertures. Té un gran portal de mig punt adovellat descentrat respecte a l'eix de la façana. Totes les finestres estan allindanades.

## Història
La masia de Rimbau és obra del segle XVII- XVIII, seguint un esquema de masia molt usual en aquesta zona del Baix Berguedà.